# Donja Studena
Donja Studena (em cirílico: Доња Студена) é uma vila da Sérvia localizada no município de Niška Banja, pertencente ao distrito de Nišava, na região de Ponišavlje. A sua população era de 289 habitantes segundo o censo de 2011.

## Demografia
| 1948 | 1953 | 1961 | 1971 | 1981 | 1991 | 2002 | 2011 |
| ---- | ---- | ---- | ---- | ---- | ---- | ---- | ---- |
| 730  | 761  | 693  | 537  | 466  | 384  | 324  | 289  |